# Treliça Chasman–Green
A treliça Chasman-Green, também conhecida como treliça acromática de dupla curvatura (DBA lattice), é um arranjo periódico especial de ímãs projetado por Renate Chasman e George Kenneth Green do Laboratório Nacional de Brookhaven em meados da década de 1970 para síncrotrons. Esta estrutura fornece flexão otimizada e foco de elétrons em anéis de armazenamento projetados para fontes de luz do síncrotron.